# Rafael Reyes Prieto
Pour les articles homonymes, voir Rafael Reyes (homonymie), Reyes et Prieto.
Rafael Reyes Prieto est un militaire, un explorateur et un homme d'État colombien, né le 5 décembre 1849 à Santa Rosa de Viterbo (Boyacá, Colombie) et mort le 18 février 1921 à Bogota. Il est président de la République entre 1904 et 1909. Inspiré par la dictature de Porfirio Díaz au Mexique, il instaure un régime fondé sur le triptyque caudillisme-positivisme-capitalisme.

## Biographie

### Chef d'entreprise
En 1884, Reyes dirige avec ses frères une entreprise privée devant exploiter la quina des jungles de l'Amazonie et l'exporter en Europe, mais elle commence à décliner : plusieurs navires à vapeur sont avariés, les colons ont été décimés par la maladie et d'autres ont émigré. De plus, ses frères Elías et Enrique sont morts du paludisme tandis que Nestor a été mangé par des cannibales de l'Amazonie. Avec la chute du prix de la quina, la société des frères Reyes disparaît.

### Carrière militaire
En 1889, Reyes a 35 ans et se trouve à Cali. Ayant échoué dans les affaires, il entame une carrière de militaire. Le président Rafael Núñez fait appel à lui pour participer aux négociations visant à réincorporer le Panama au territoire colombien. Officiellement, c'est le général de division Miguel Montoya qui commande mais dans la pratique Reyes est à la manœuvre. Une expédition maritime est organisée depuis Buenaventura jusqu'à Panama. Lorsque l'expédition arriva au Panama, elle rétablit les autorités civiles et militaires et, en quelques jours, les forces américaines quittent l'isthme. Les troupes colombiennes obtiennent la reddition du rebelle panaméen Azpurría, et Reyes préside la cour martiale à l'issue de laquelle le haïtien Antoine Petricelli et le jamaïquain George Davis, alias Cocobolo, sont condamnés à la pendaison pour l'incendie de Colón du 6 mai.

### Carrière politique
Le 11 novembre 1885, lorsque l'assemblée constituante convoquée par Rafael Núñez est installée, Reyes y occupe un siège, mais sa participation à la rédaction de la Constitution est négligeable car Miguel Antonio Caro s'oppose à toutes les propositions que Reyes soumet. Le gouvernement charge ensuite Reyes d'une « mission confidentielle » en Europe : trouver des prêts. En 1887, il est de retour après l'échec de sa mission et Núñez le nomme ministre des Travaux publics.
En 1888, Reyes retourne à des activités privées et acquiert l'hacienda Andorra, près de Tocaima où il reconstruit sa fortune perdue par le biais de la production agricole.
En 1890, Reyes est élu sénateur et est nommé pour la vice-présidence en 1892 mais est battu. Il participe à la guerre civile de 1895, et cette même année, est nommé ministre du gouvernement par le président Miguel Antonio Caro, en dépit de leur hostilité mutuelle qui date de l'époque de la Constituante.
Quand en 1896, le nom de Reyes commence à être avancé comme possible candidat à la présidence, Caro l'envoie à Paris comme ambassadeur de Colombie pour l'écarter de la course et éviter qu'il se présente aux élections de 1898. En poste en Europe, Reyes évite ainsi d'être impliqué dans la guerre des Mille Jours.
À partir de 1902, Reyes vit au Mexique et commence à préparer sa candidature à la présidentielle.
En 1904, il est choisi par le président Marroquin pour commander une armée avec les cent mille combattants qui se sont portés volontaires dans le pays pour reprendre le Panama qui a fait sécession l'année précédente. Il est accompagné par trois généraux, Pedro Nel Ospina, Lucas Caballero et Jorge Holguín. Les forces d'intervention nord-américaines barrent la route aux troupes colombiennes et Reyes essuie une rebuffade dans les démarches qu'il entreprend avec Washington pour négocier la question de Panama. Il devient tout de même par la suite l'homme fort du Parti conservateur.
Le Parti national, parti conservateur colombien, le présente en 1904 pour l’élection présidentielle  Rafael Reyes Prieto est élu de justesse face à un autre conservateur, Joaquin Fernando Vélez.

#### Présidence
Il supprime le Congrès et emprisonne les anciens députés hostiles à l'instauration de sa dictature personnelle. Il applique contre les opposants une politique d'une rigueur extrême, et censure la presse.
Avec la fin de la guerre civile, il mène un programme de reconstruction qu'il confie à une équipe de technocrates souvent diplômés d'universités nord-américaines ou européennes. Les finances du pays sont réorganisées afin de restaurer le crédit national sur le marché international, par la réduction de la dette extérieure et la stabilisation de la monnaie. Il pratique une politique de « porte ouverte » au capital étranger, principalement américain.
Dans les campagnes, il soutient les intérêts des grands propriétaires terriens, souvent au prix de la dépossession des communautés indigènes.
Sous sa présidence, en 1904, le département de Nariño est créé afin de rendre hommage au Précurseur de l'indépendance colombienne. En 1905, le gouvernement de Rafael Reyes Prieto crée le Ministère des Travaux publics et des Transports. La Colombie, à ce moment-là, ne compte que 200 km de routes. Rafael Reyes Prieto fonde l'académie navale par le décret 783 du 6 juillet 1907. Ce décret est abrogé, le 28 décembre 1909, par Ramón González Valencia, président de la Colombie du 4 août 1909 au 7 août 1910. Du 16 mars au 16 avril 1908, Diego Euclides de Angulo Lemos assure par intérim la présidence de la république colombienne.

### Exil
Il est chassé du pouvoir en 1909 sous la pression des nationalistes qui dénoncent son projet de céder définitivement le Panama aux États-Unis. Le 8 juin 1909, Reyes se rend à Magangué (Bolívar). Il y rédige un manifeste dans lequel il déclare renoncer à la présidence et laisser le pouvoir au général Holguín, en attendant la prochaine réunion du congrès le 20 juillet pour élire son successeur.
Reyes décide de quitter la Colombie sans en informer quiconque et prend un bateau pour Manchester. Personne n'est au courant du départ, y compris ses amis les plus proches, et la nouvelle n'est connue qu'une fois le bateau au large. La rumeur le croit alors parti pour les États-Unis, l'Italie ou l'Autriche. Il arrive en fait à Londres le 29 juin 1909. Sa démission est officielle le 27 juillet 1909. Il vivra à travers le monde durant dix ans, ayant notamment effectué plusieurs séjours à Madrid et Paris.
Reyes ne revient dans son pays qu'en 1918, après accord du président José Vicente Concha, ayant exprimé le souhait de pouvoir mourir en Colombie et de ramener sa famille dans sa patrie.
Le vendredi 18 février 1921, Reyes meurt des suites d'une longue infection pulmonaire.

### Hommages
- La Casa de Nariño (en français : la Maison de Nariño), la résidence officielle du président de la Colombie et le siège du gouvernement, inaugurée par le président Rafael Reyes Prieto en 1908, expose au premier étage, dans le salon Louis XV, une peinture à l'huile du général Rafael Reyes ;
- À Santa Rosa de Viterbo (Boyacá), sa ville natale, se trouve l'une des principales écoles de policiers de Colombie : l'École de policiers Rafael Reyes ;
- Rafael Reyes Prieto est enterré au Cimetière central de Bogota, l'un des plus célèbres et plus anciens cimetières de la Colombie, qui abrite les sépultures des présidents de la république colombiens ainsi que celles d'autres personnalités.

## Vie privée
Ses grands-parents étant d'ascendance castillane, José Gregorio Ambrosio Rafael Reyes Prieto est le fils d'Ambrosio Reyes Moreno, qui, veuf et père de cinq enfants, s'est remarié avec Antonia Prieto y Solano, dont il a eu quatre fils : Enrique, María, Rafael et Néstor. Ambroise est mort lorsque le fils aîné de son second mariage, Enrique, avait cinq ans.
En 1873, Reyes tombe amoureux de Sofía de Angulo y Lemus, fille de Miguel Wenceslao Angulo et d'Antonia Lemos Lagarcha, appartenant à la haute société de Popayán. Il l'épouse en 1877. De cette union naissent six enfants : Rafael, Enrique, Amalia, Nina, Sofía et Pedro Ignacio. Veuf en 1898, Rafael Reyes refuse de se remarier par amour et respect de ses filles.